# Distribuzione dei termini
La teoria della distribuzione dei termini sostiene che in un sillogismo categorico se un termine è distribuito nella conclusione, deve essere distribuito anche nelle premesse; se il sillogismo segue questa forma è valido, altrimenti non lo è.
Tutti e soli i 19 sillogismi validi sono conformi a questa teoria (15 per Copi e Cohen).
Un termine si dice distribuito se è il soggetto di una proposizione universale ("Tutti gli A sono B", "Nessun A è B") o predicato di una negativa ("Nessun A è B", "Qualche A non è B").
La teoria è stata formulata nel medioevo.
Un termine si dice distribuito quando  fa riferimento a ciascun elemento della classe da esso riferito.
Esempio: 
"Tutti gli U sono M": l'enunciato si riferisce a tutti gli U ma non a tutti gli M;
al contrario
"Qualche suocera è malefica" parla solo di qualcuno ma non di tutti i soggetti.
Distribuzione di un termine:  
```
                             A -> Sd  P
                             E -> Sd  Pd
                             I -> S   P 
                             O -> s   Pd
```

Per controllare la validità di un sillogismo bisogna attenersi a tre regole fondamentali:
- 1° Il termine medio deve essere distribuito almeno una volta.
- 2°  Nessun termine finale può essere distribuito soltanto una volta
- 3° Se una delle premesse è negativa anche la conclusione lo deve essere.

Ogni sillogismo che soddisfi tutte e tre le regole è valido, ogni sillogismo che non soddisfi una o più di queste regole non è valido.